# Dro (Trentino)
Dro (deutsch veraltet Drau) ist eine italienische Gemeinde (comune) mit 5064 Einwohnern (Stand 31. Dezember 2023) in der Provinz Trient, Region Trentino-Südtirol. Sie gehört zur Talgemeinschaft Comunità Alto Garda e Ledro.

## Geographie
Dro liegt etwa 20 Kilometer südwestlich von Trient und zehn Kilometer nördlich des Gardasees an der orographisch linken Seite des Flusses Sarca im gleichnamigen Sarca-Tal. Die umliegenden Berge erreichen über 2000 Meter. Auf dem Gemeindegebiet liegen die Marocche, ein gewaltiges Blockfeld, welches durch einen Bergsturz entstanden ist. Etwas nördlich der Marocche liegt der Cavedinesee.

## Verwaltungsgliederung
Die Gemeinde gehörte bis zum Ende des Ersten Weltkriegs zum Gerichtsbezirk Arco und war Teil des Bezirks Riva. Zur Gemeinde gehören neben dem Gemeindesitz in Dro noch zwei weitere Fraktionen: Pietramurata nördlich und Ceniga südlich von Dro.

## Verkehr
Dro liegt an der Staatsstraße 45 bis Gardesana Occidentale, die von Trient entlang des westlichen Gardaseeufers bis nach Cremona reicht.

## Gemeindepartnerschaft
- Szikszó,  (Komitat Borsod-Abaúj-Zemplén), seit 1992

## Sport
Bei Pietramurata befindet sich eine überregional bedeutende Motocross-Strecke. Hier fanden 2009 zum ersten Mal die Weltmeisterschaften statt. Erwähnenswert sind auch die vielfältigen Klettermöglichkeiten an der Felswänden in der Nähe des Ortes.

## Bilder

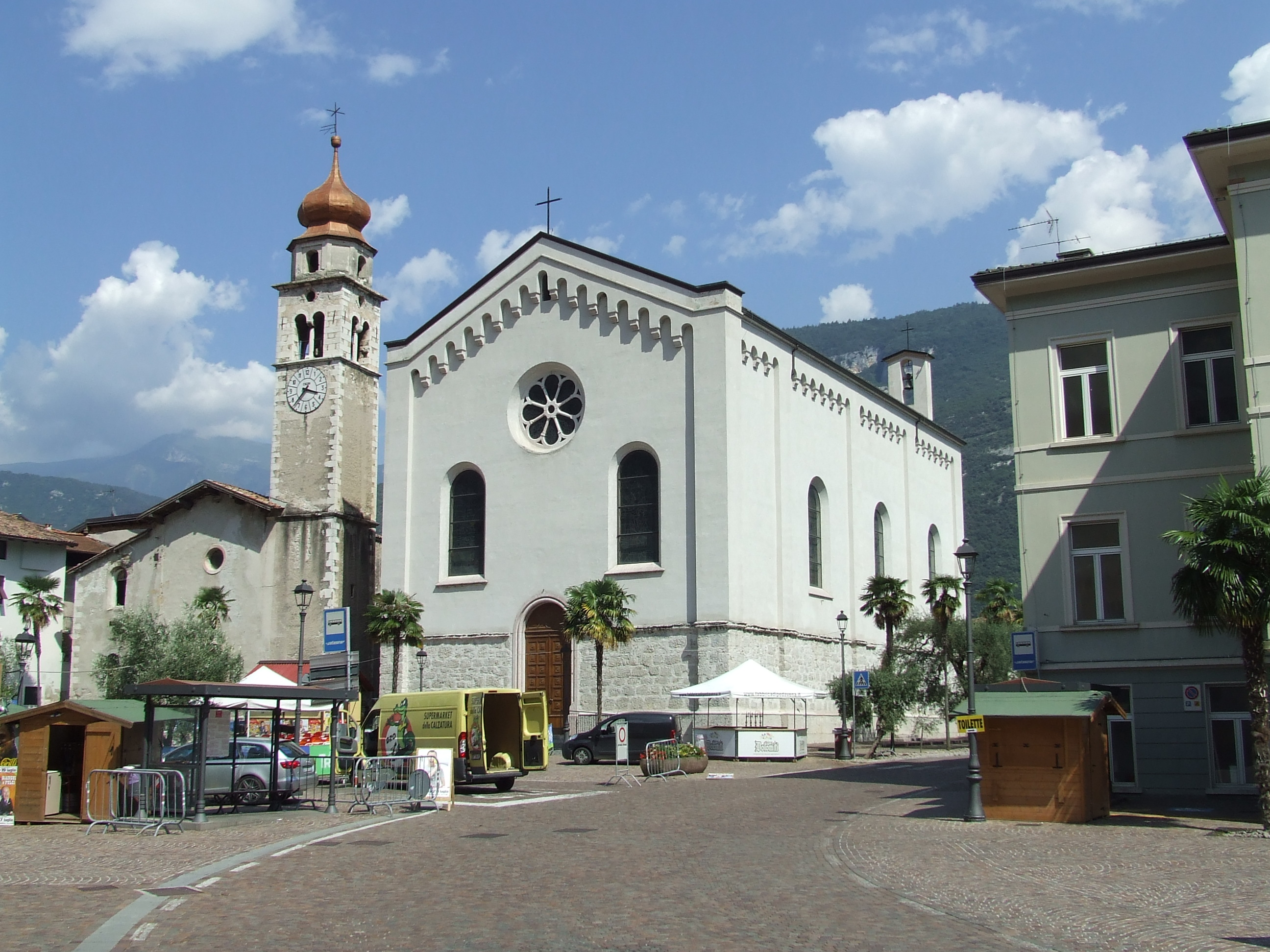
Pfarrkirche Immacolata (19. Jh.)
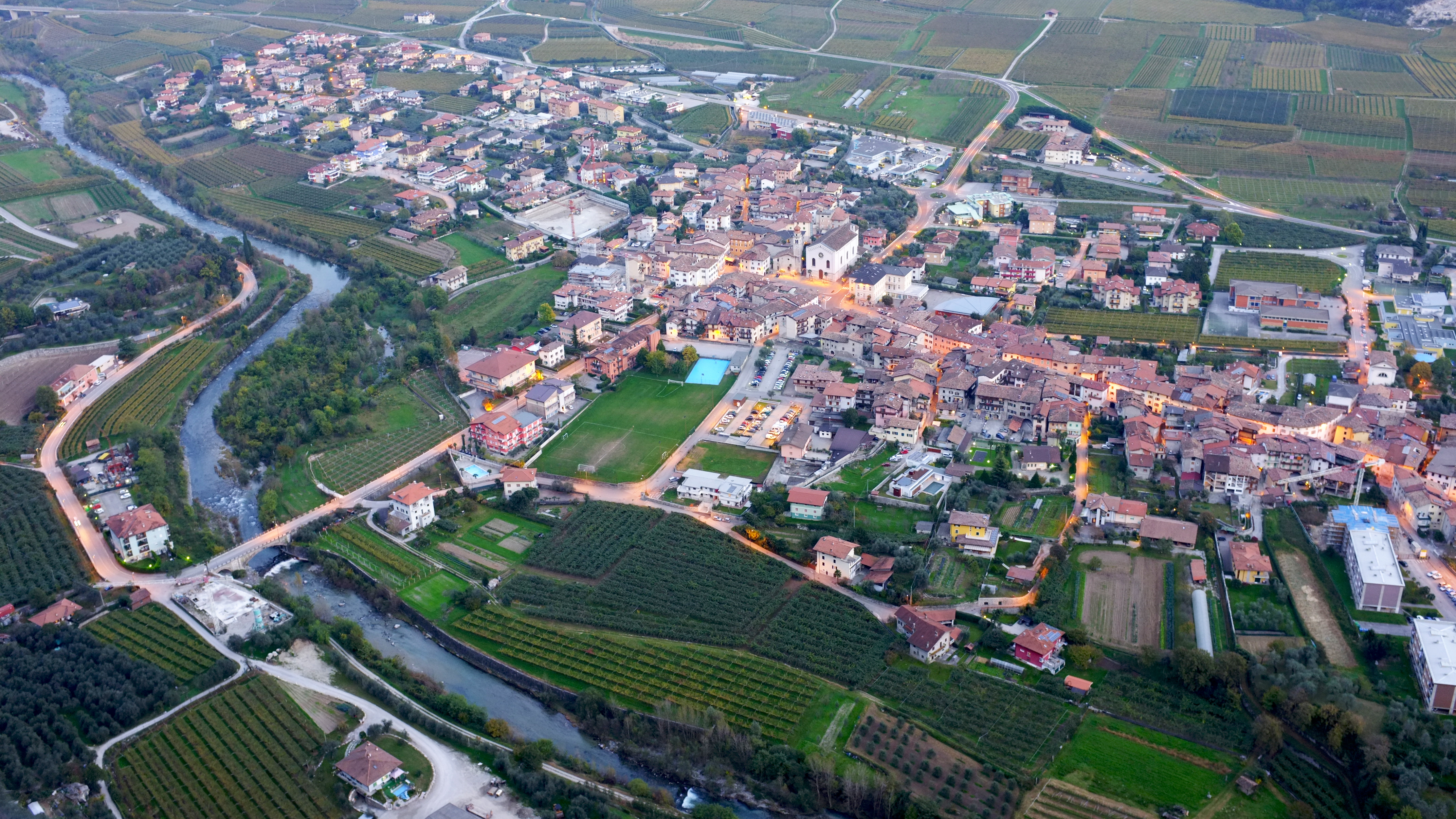
Dro mit der Sarca von Südwesten aus gesehen
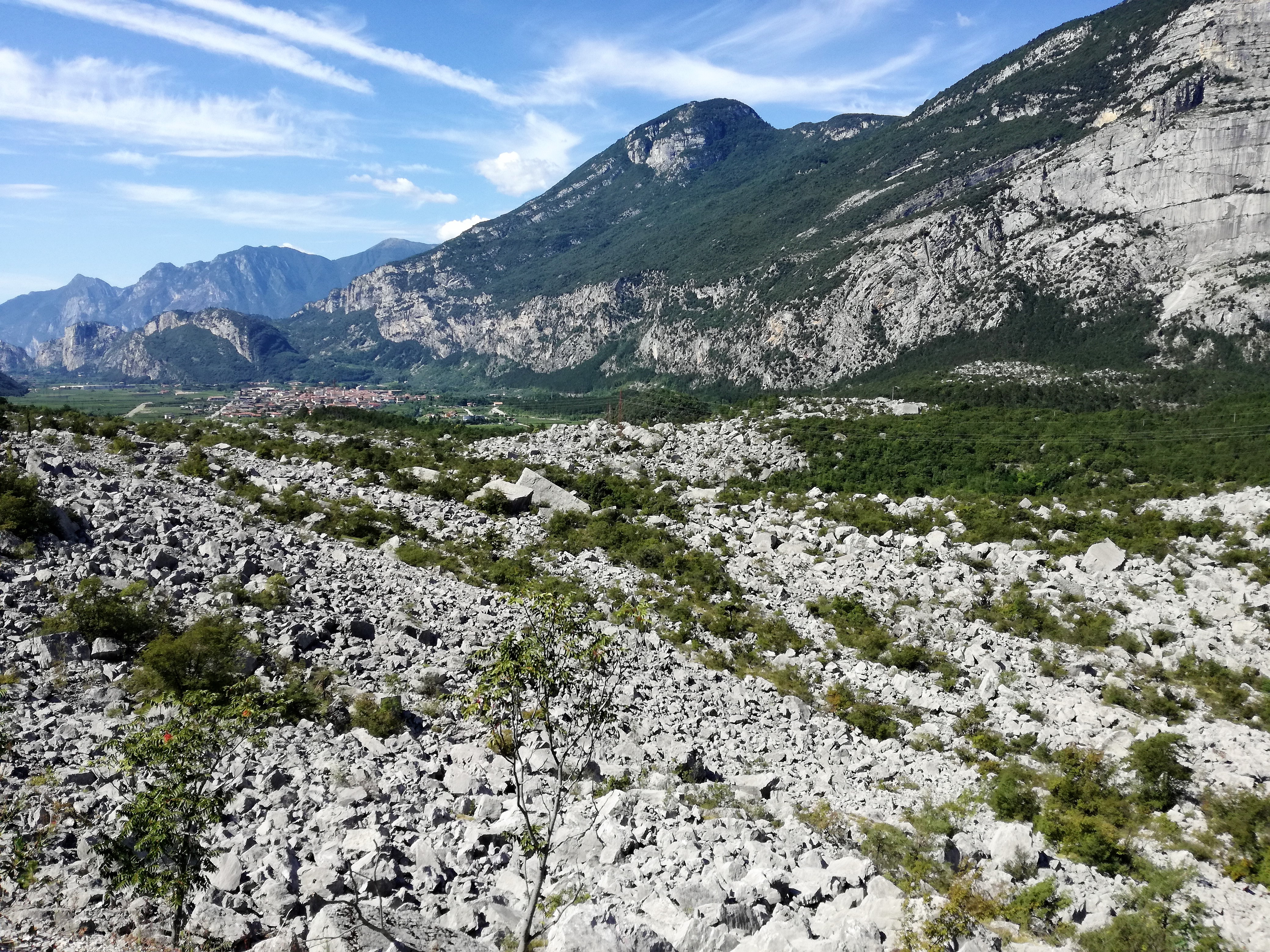
Steinfeld Marocche di Dro
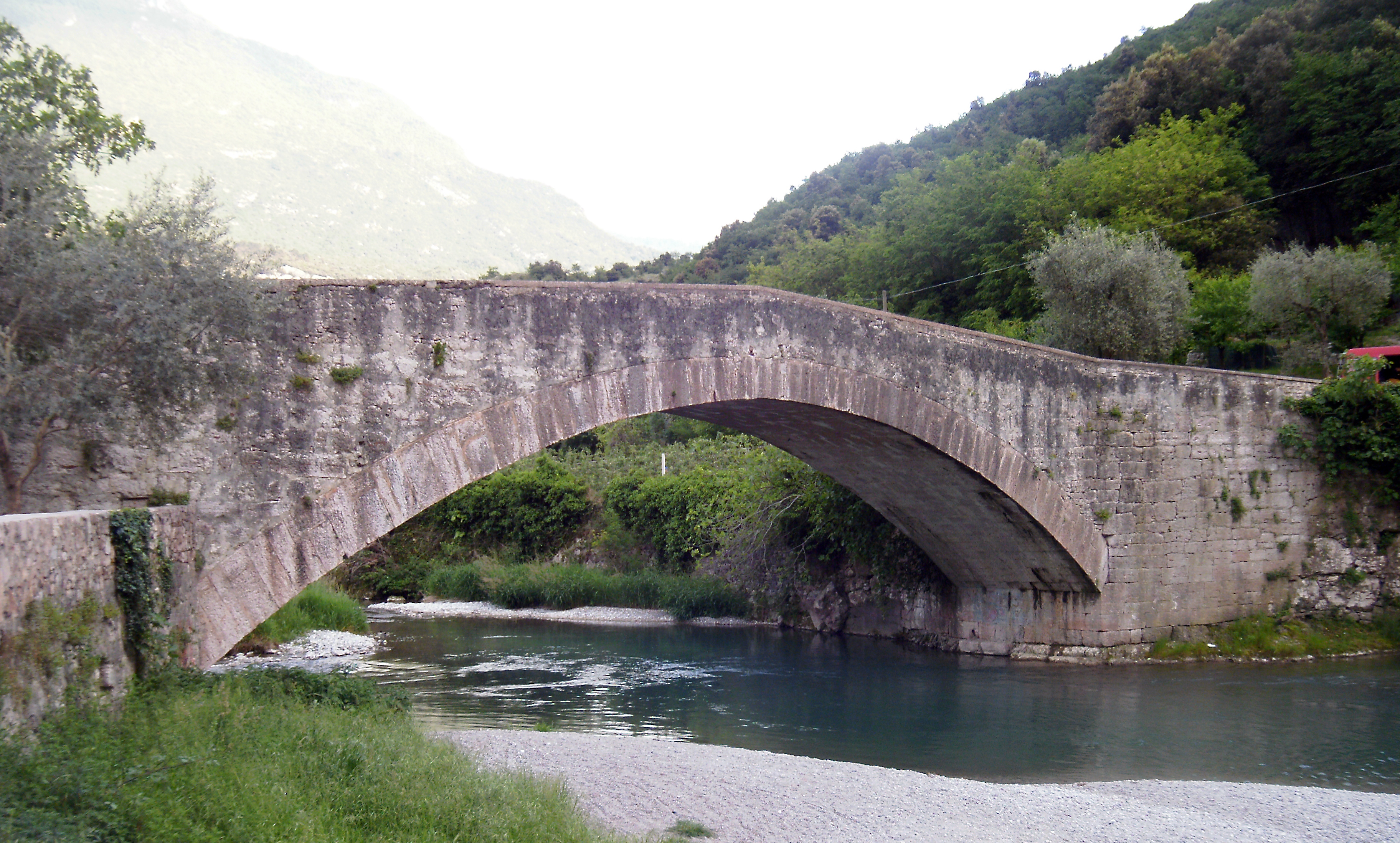
„Ponte Romano“ in Ceniga